# Chambre de commerce et d'industrie de Flers-Argentan
La chambre de commerce et d'industrie de Flers-Argentan est l'une des deux chambres de commerce et d'industrie du département de l'Orne. Son siège est à Flers à l'aérodrome de Flers - Saint-Paul.
Elle possède une antenne à Argentan.
Elle fait partie de la chambre régionale de commerce et d'industrie Basse-Normandie.

## Missions
À ce titre, elle est un organisme chargé de représenter les intérêts des entreprises commerciales, industrielles et de service de l'arrondissement d'Alencon et de leur apporter certains services. C'est un établissement public qui gère  en outre des équipements au profit de ces entreprises.
Comme toutes les CCI, elle est placée sous la double tutelle du Ministère de l'Industrie et du Ministère des PME, du Commerce et de l'Artisanat.

### Services aux entreprises
- Centre de formalités des entreprises
- Assistance technique au commerce
- Assistance technique à l'industrie
- Assistance technique aux entreprises de service

### Gestion d'équipements
- Aérodrome de Flers - Saint-Paul.
- Aérodrome d'Argentan.

### Centres de formation
- ISF

## Pour approfondir